# Avestruz-somali
O avestruz-somali (Struthio molybdophanes), também conhecido como avestruz-de-pescoço-azul é uma grande ave não-voadora nativa da região do Chifre da África. Foi previamente considerada uma subespécie do avestruz-comum, mas foi identificado como uma espécie distinta em 2014.

## Classificação
Evidências moleculares indica que o Rifte Africano Oriental tem servido como uma barreira geográfica para isolar o táxon da subespécie-tipo, Struthio camelus camelus, enquanto diferenças ecológicas e comportamentais, as diferenças têm mantido o avestruz-somali geneticamente distinto do vizinho S. c. massaicus. Um exame de DNA mitocondrial de animais do género Struthio, incluindo o extinto avestruz-árabe, S. c. syriacus, descobriu-se que o avestruz-somali é filogeneticamente o mais distinto, parecendo ter divergido a partir de seu ancestral comum, entre 3,6 e 4,1 milhões de anos atrás.

## Descrição
Embora geralmente semelhante a outros avestruzes, a pele do pescoço e das coxas do avestruz-somali é cinza-azulado (em vez de rosado), tornando-se azul brilhante nos machos durante o acasalamento. O pescoço carece de um típico ampla anel branco, e as penas da cauda são brancas. As fêmeas são ligeiramente maiores que os machos e mais marrons na plumagem do que as outras avestruzes fêmeas.

## Distribuição e habitat
O avestruz-somali é encontrado principalmente no Chifre da África, especialmente no nordeste da Etiópia e e por toda a Somália, com seu habitat aproximadamente correspondente  à área conhecida como Chifre da África.

## Comportamento e ecologia
O avestruz-somali é diferenciado ecologicamente do avestruz-comum, com a qual há alguma faixa de sobreposição geográfica, por prefer áreas mais densamente coberta por arbustos, onde se alimenta em grande parte de vegetação mais alta, enquanto o avestruz-comum se alimenta principalmente no solo da da savana. Há também relatos de dificuldades de cruzamento entre os dois táxons.

## Estado de conservação
Um relatório da IUCN de 2006 sugere que o avestruz-somali era comum nas regiões central e sul da Somália, nos anos 1970 e 1980. No entanto, após a desintegração política do país e a falta de qualquer conservação eficaz da vida selvagem, seu habitat e a população vem desde então vindo a diminuir como resultado de uma descontrolada caça por carne, produtos medicinais e ovos, com a espécie enfrentando a erradicação no Chifre da África. No Quênia, é criado por sua carne, penas e ovos.